# Аутокунілінгус
Аутокунíлінгус (грец. αὐτός — той, що виконує самостійно; лат. cunnus — зовнішні жіночі статеві органи + лат. lingo — лизати) — форма орального сексу, сексуальне збудження жінки шляхом впливу на власний клітор і вульву власними губами, язиком або зубами. Є різновидом кунілінгуса й мастурбації, жіночим еквівалентом автофеляції.
Для здійснення цього акту потрібна виняткова гнучкість, фактично можлива тільки при конторсії. На відміну від аутофеляції, аутокунілінгус ніколи не був документально зафіксований у людей і відомий лише в теорії; може уявлятися в сексуальних фантазіях. Зі звичок жінок, які трапляються в реальності, найбільш схожа на аутофеляцію звичка смоктати свої груди. Проте, відомі поодинокі випадки аутокунілінгусу в макак і шимпанзе.